# Кузьмин, Кирилл Константинович
Кирилл Константинович Кузьмин (5 [18] сентября 1917, село Куриловка, Суджанский уезд, Курская губерния, Российская республика — 17 июня 1995, Хакасия, Россия) — советский и российский альпинист и гидроэнергетик, заслуженный мастер спорта СССР (1954), заслуженный тренер СССР (1961), мастер спорта СССР международного класса (1967), шестикратный чемпион СССР по альпинизму, почётный энергетик СССР, заслуженный энергетик Киргизской ССР, почётный гражданин Саяногорска.
Выступая за общество «Буревестник» (а в некоторых случаях также в составе команд ВЦСПС и Грузинского альпинистского клуба), Кузьмин участвовал в ряде восхождений высшей категории сложности, в результате чего в 1950—1964 годах он стал шестикратным победителем и пятикратным призёром чемпионатов СССР по альпинизму. Считался одним из ведущих альпинистов-высотников СССР. В 1967 году ему одному из первых было присвоено почётное звание «Покоритель высочайших гор СССР» (также известное как «Снежный барс», жетон № 2) за покорение всех семитысячников на территории СССР.
В 1951—1977 годах Кузьмин работал инженером-гидроэнергетиком в институте «Гидропроект», был одним из руководителей работ по созданию проекта Асуанской плотины на реке Нил в Египте, участвовал в работах по её сооружению. После этого продолжал работать над проектами различных гидротехнических сооружений, в том числе зарубежных — в Афганистане, Вьетнаме, Иране и других странах. Был главным инженером проекта Токтогульской ГЭС, отвечал за другие гидротехнические объекты Средней Азии и Казахстана. В 1977—1995 годах Кузьмин работал главным инженером «КрасноярскГЭСстроя», где отвечал за вопросы, связанные со строительством Саяно-Шушенской ГЭС и ряда других объектов.

## Биография

### До и во время войны

#### Ранние годы
Кирилл Кузмин (вариант Кузьмин появился значительно позже, из-за ошибки паспортистки) родился 5 (18) сентября 1917 года в селе Куриловка Суджанского уезда Курской губернии, куда его мать, Ольга Николаевна, приехала из Петрограда в имение своего отца (деда Кирилла) — генерала царской армии Николая Николаевича Воропанова. Через некоторое время в имение тестя приехал и отец Кирилла — офицер Преображенского полка Константин Иванович Кузмин. 22 марта 1918 года село подверглось нападению бандитов, которые убили деда, бабушку и отца Кирилла, в результате чего у него из родных осталась только мать. По некоторым сведениям, Ольге Николаевне с маленьким сыном удалось выжить за счёт того, что во время нападения бандитов они прятались в подвале.
Некоторое время мать Кирилла работала в сельсовете, куда её, по-видимому, привлекли из-за её грамотности — у неё, выпускницы Смольного института благородных девиц, было хорошее образование. Затем они переехали в Москву, где Кирилл стал учиться в школе. В 1931 году он вступил в комсомол, а в 1935 году окончил среднюю школу и поступил на электротехнический факультет Московского энергетического института (МЭИ), который в те годы носил имя В. М. Молотова.

#### Обучение в МЭИ, первые восхождения
Во время обучения в МЭИ Кирилл Кузьмин активно занимался спортом — в частности, бегом на длинные дистанции и беговыми лыжами. Альпинистом он стал по воле случая — в 1937 году ему предложили «горящую путёвку» в альплагерь «Цей», расположенный в Цейском ущелье на Кавказе. Кузьмин оказался подходящей кандидатурой, поскольку для поездки в альплагерь был необходим документ о сдаче норм ГТО 1-й ступени, которые были им выполнены ещё в 1936 году. В альплагере «Цей» Кузьмин совершил своё первое альпинистское восхождение, на пик Николаева (на альпинистском жаргоне — «ПикНик»), получив за это значок «Альпинист СССР» 1-й ступени.
Летом 1938 года Кузьмин опять был в альплагере. Вернувшись в Москву, он узнал о смерти своей матери, скончавшейся от сердечного приступа. Соседи по коммунальной квартире не знали, где искать Кирилла, и похоронили Ольгу Николаевну без него. В 1939 году Кирилл Кузьмин опять был на Кавказе, где совершил первовосхождение на пик Краснофлотец. В 1940 году, также на Кавказе, совершил траверс вершин Караугом — Сонгути. В мае 1941 года ему было присвоено звание инструктора альпинизма.
В 1940 году Кирилл Кузьмин окончил МЭИ, получив квалификацию инженера-электрика. Темой дипломной работы Кузьмина была «Классификация гидростанций». Возможно, специальность гидроэнергетика была выбрана им под влиянием альпинизма, поскольку их соединяла непосредственная связь с природой. После окончания института Кузьмин был принят на работу в качестве инженера в Московское проектное управление «Главгидрострой», которое входило в состав НКВД СССР. Впоследствии его часто спрашивали, каким образом могли его принять на работу в систему НКВД со столь «неподходящей» родословной — происходившего из дворян, сына офицера царской армии. На это Кузьмин отвечал, что в царской России долгом дворян была армейская служба Отечеству — «вероятно, проверили до 7-го колена, не нашли ничего предосудительного, вот и приняли».

#### Во время войны
После начала Великой Отечественной войны, с июля 1941 года по март 1942 года Кирилл Кузьмин был старшим инженером в составе специальной гидротехнической экспедиции Западного фронта, руководил противотанковой обороной укрепрайона, принимал участие в сооружении оборонительных рубежей. В сентябре 1942 года был призван в РККА, был командиром отделения связи 18-го стрелкового полка 9-й гвардейской стрелковой дивизии, входившей в состав Калининского фронта, участвовал в боях за Великие Луки, Витебск и Смоленск. В 1943 году стал членом ВКП(б). В феврале 1943 года был награждён медалью «За боевые заслуги».
С февраля 1944 года Кирилл Кузьмин проходил обучение в Томском артиллерийском училище. После этого вернулся в действующую армию, в составе 3-го Белорусского фронта принимал участие в освобождении Кёнигсберга (ныне Калининград) и в боях на косе Фрише-Нерунг (ныне Балтийская коса). В апреле 1945 года был командиром взвода 29-й мотомеханизированной дивизии Особого военного округа, управление которого находилось в Кёнигсберге. К окончанию войны имел звание младшего лейтенанта, командовал взводом управления 1-й батареи 64-го гвардейского артиллерийского полка 31-й гвардейской стрелковой дивизии. В июле 1945 года был награждён орденом Красной Звезды.

### После войны

#### 1946—1954 годы
В марте 1946 года Кирилл Кузьмин был демобилизован, и он начал преподавательскую работу в Московском энергетическом институте в должности ассистента кафедры гидроэнерготехники. Там же он и познакомился со своей будущей женой Натальей Новиковой — она была студенткой МЭИ, они поженились в мае 1948 года. Впоследствии у них было трое детей — Ксения, Никита и Алексей.

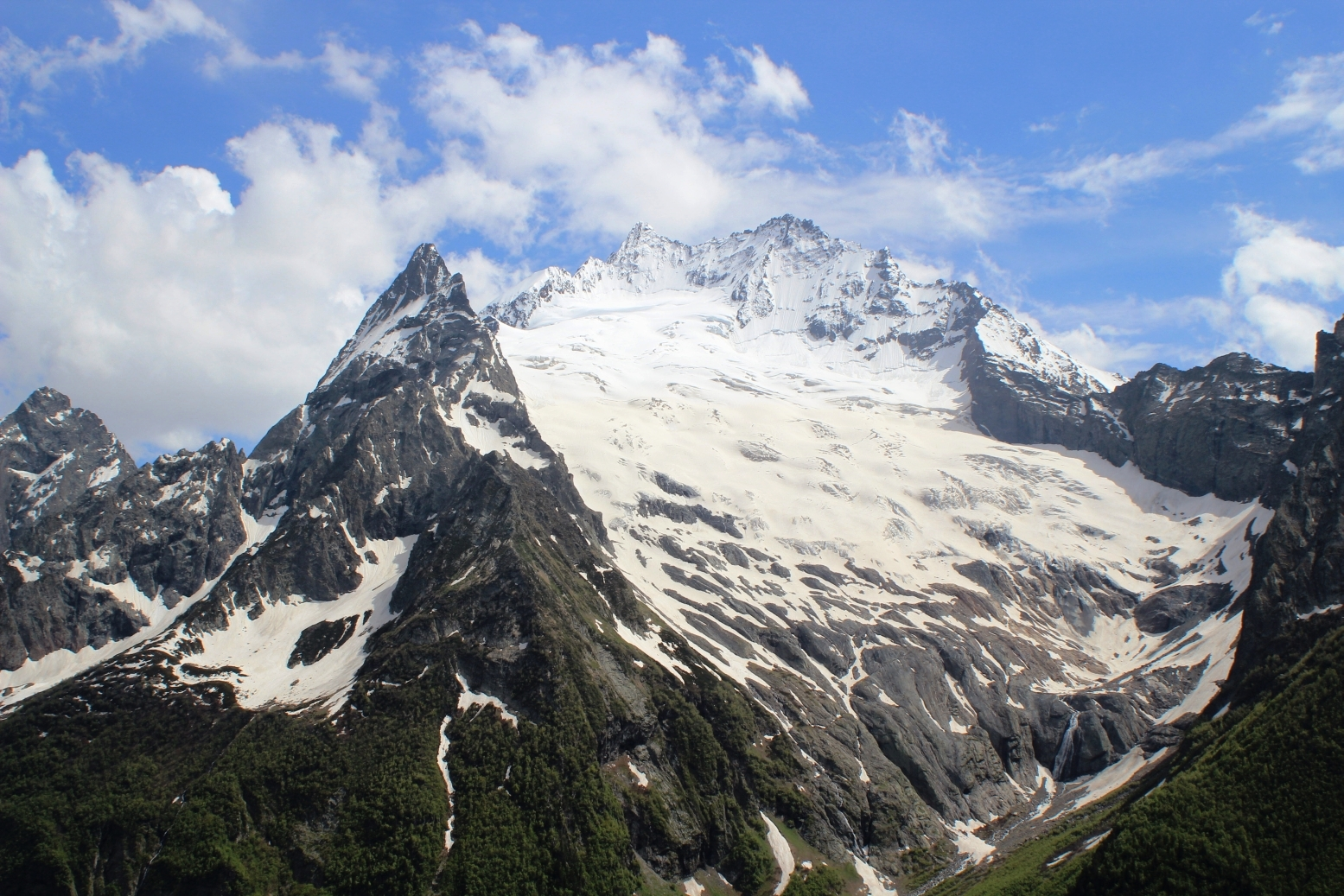
Гора Домбай-Ульген

В то же время Кузьмин возобновил свои занятия альпинизмом и скалолазанием, работал инструктором в альплагере «Молния», расположенном на Кавказе, в районе Домбая. Вместе с Фердинандом Кропфом, Виктором Нестеровым и Иваном Галустовым Кузьмин участвовал в создании, на базе этого лагеря, спортивной альпинистской школы. В 1947 году Кузьмин был призёром первых соревнований по скалолазанию среди альплагерей, которые проходили в Домбае. В 1948 году, взяв с собой жену Наталью, он опять поехал в район Домбая. Там, вместе со своими друзьями-альпинистами Виктором Нестеровым и Алексеем Волжиным, Кузьмин участвовал в первопрохождении по южной стене на восточную вершину горы Домбай-Ульген, которое было признано лучшим альпинистским восхождением на всесоюзном уровне. В 1949 году Кузьмин был одним из руководителей экспедиции альплагеря «Молния» в район Гвандры и Узункола. 20 марта 1949 года ему было присвоено звание мастера спорта СССР по альпинизму.
В 1950 году Кирилл Кузьмин и Владимир Тихонравов совершили технически сложное восхождение по восточной стене на вершину горы Сонгути, расположенной в районе Цейского ущелья. Ими был проложен новый маршрут со стороны Уилпатинского ледника. Это восхождение заняло 1-е место на чемпионате СССР по альпинизму 1950 года в техническом классе. В 1951 году Кузьмин был на Центральном Кавказе, где он руководил командой спортивного общества «Буревестник», совершавшей траверс горных массивов Шхельды и Ушбы, с подъёмом на восточную вершину Шхельды по северной стене. Кроме Кузьмина, в группу входили Иван Галустов, Борис Бычков и Г. Руденко. Этот переход занял 1-е место на чемпионате СССР по альпинизму 1951 года в классе траверсов. В феврале 1951 года Кузьмин сменил место работы — перешёл из МЭИ в Гидропроект, где он проработал до 1977 года, пройдя путь от старшего инженера до начальника отделения гидромеханического отдела и заместителя главного инженера.

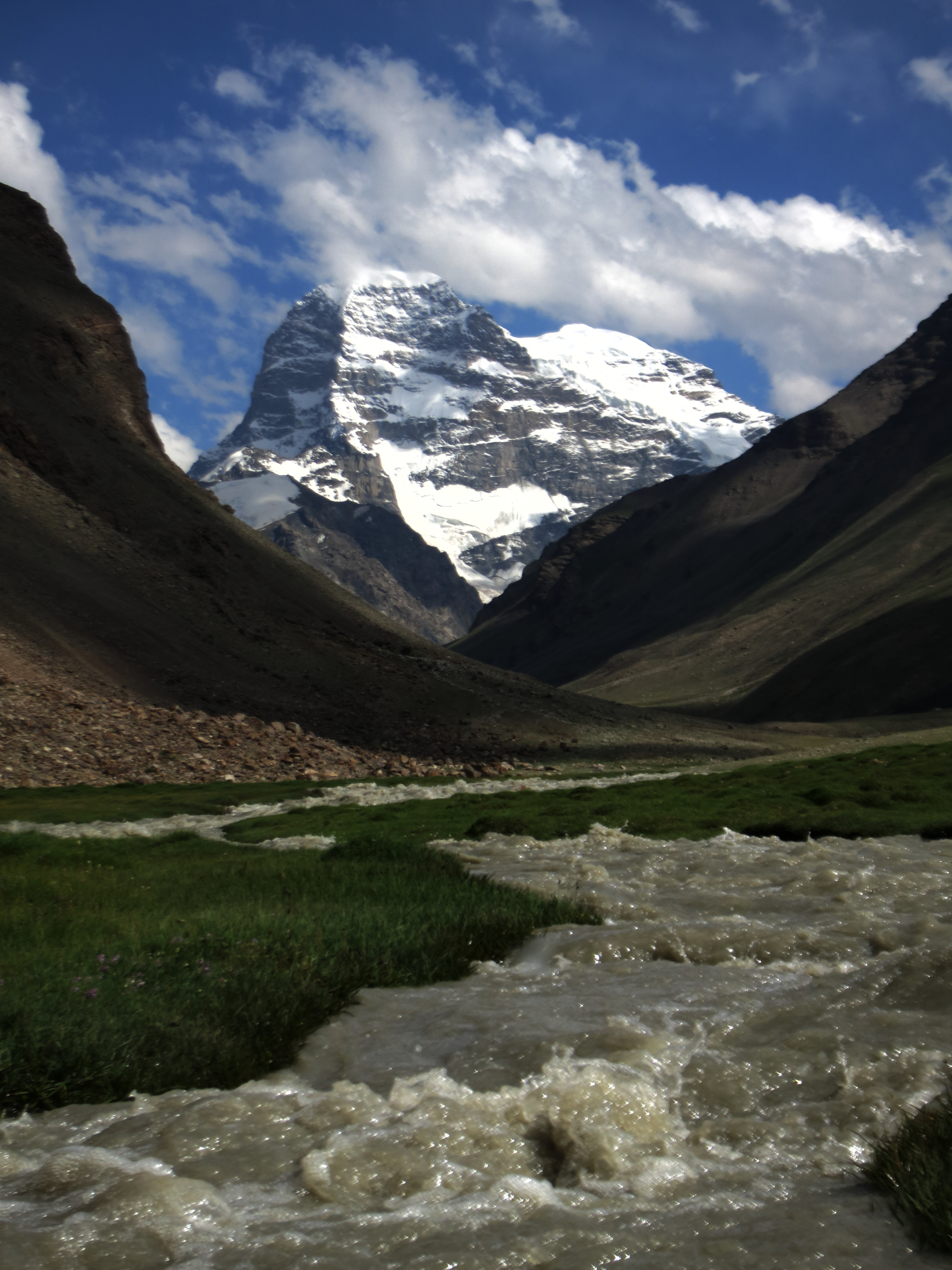
Пик Энгельса

В 1952 году Кирилл Кузьмин был на Памире, где он совершил восхождения на пик Советских Профсоюзов (6405 м) и пик Шверника (6138 м). Первовосхождение на пик Шверника, в котором он руководил командой ВЦСПС, заняло 1-е место на чемпионате СССР по альпинизму 1952 года в высотном классе. В 1953 году Кузьмин был на Центральном Кавказе, где руководимая им команда «Буревестника» совершила траверс Безенгийской стены от Ляльвера до Дыхтау, который занял 24 дня. Кроме Кузьмина, в команду входили Григорий Бухаров, Иван Галустов, Иван Богачёв, Николай Семёнов и Михаил Шилкин. Этот переход занял 1-е место на чемпионате СССР по альпинизму 1953 года в классе траверсов. В 1954 году Кузьмин принимал участие в альпинистской экспедиции на Юго-Западном Памире, организованной Грузинским альпинистским клубом и проходившей в районе Шахдаринского хребта. Там он совершил первовосхождения на пик Николадзе (6350 м) и пик Энгельса (6510 м). Первовосхождение на пик Энгельса под руководством Максима Гварлиани, в котором, кроме Кузьмина, участвовали Григорий Гульбани и Александр Немсицверидзе, поделило 2-е и 3-е места на чемпионате СССР по альпинизму 1954 года в высотном классе.
15 мая 1954 года Кузьмину было присвоено звание заслуженного мастера спорта СССР. В 1953—1956 годах он был председателем Федерации альпинизма СССР (впоследствии он также занимал эту должность в 1976—1977 годах, а с 1977 года был почётным председателем). С 1949 по 1978 год он был членом редколлегии ежегодного сборника «Побеждённые вершины».

#### 1955—1959 годы
В 1955 году Кирилл Кузьмин участвовал в совместных советско-китайских летних альпинистских сборах, организованных по соглашению между Всекитайской федерацией профсоюзов и ВЦСПС. Руководителем этих сборов с советской стороны был назначен заслуженный мастер спорта СССР Евгений Белецкий. После тренировочного цикла на Кавказе альпинисты перелетели на Памир, где планировалось совместное восхождение на пик Октябрьский (6780 м), расположенный у места соединения хребта Зулумарт с Заалайским хребтом. 15 августа 1955 года 14 советских и 4 китайских альпиниста достигли вершины пика Октябрьский, после чего, как было заранее запланировано, группа разделилась: семь альпинистов под руководством Кузьмина продолжили траверс Заалайского хребта до пика Ленина, а 11 альпинистов (семь советских и четыре китайских) под руководством Белецкого спустились вниз. По результатам сезона 1955 года эти восхождения завоевали бронзовые медали чемпионата СССР по альпинизму: группы Кузьмина — в классе траверсов, а группы Белецкого — в классе высотных восхождений.

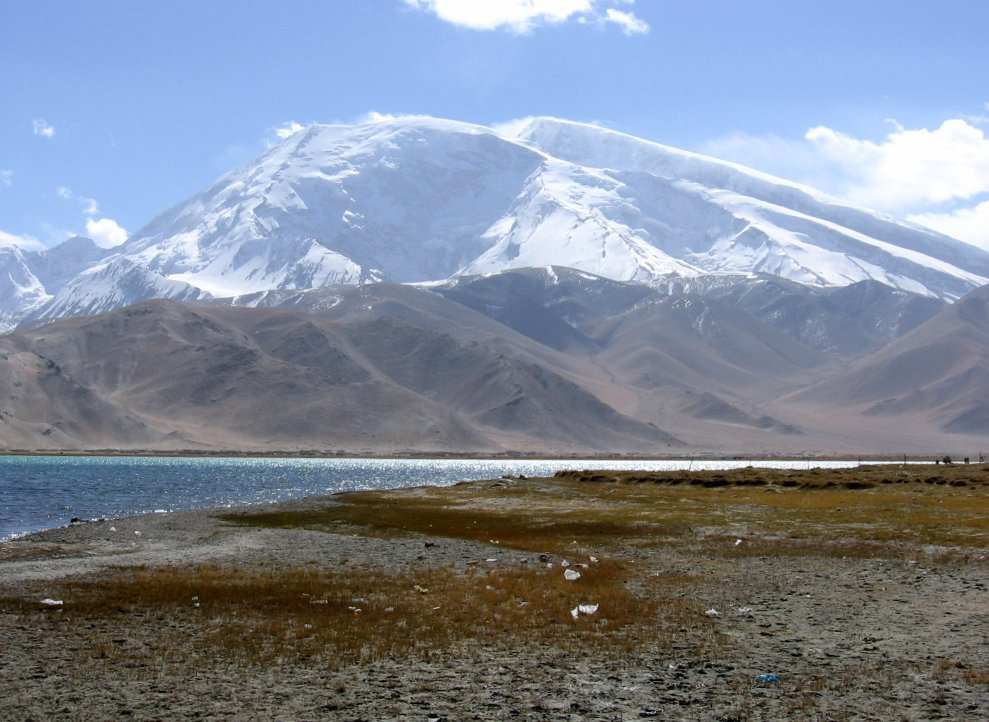
Гора Музтаг-Ата

Летом 1956 года Кирилл Кузьмин и Евгений Белецкий были руководителями советско-китайской альпинистской экспедиции, проходившей в районе Кашгарского хребта, расположенного в китайской части Памира. 31 июля 1956 года 31 восходитель во главе с Белецким и Кузьминым (19 советских и 12 китайских участников) достигли вершины пика Музтаг-Ата (7546 м), установив рекорд не только по массовости, но и по абсолютной высоте, на которой когда-либо бывали советские и китайские альпинисты. В рамках той же экспедиции группа из восьми человек под руководством Кузьмина (6 советских и 2 китайских альпиниста) покорила ещё один семитысячник — пик Конгортюбе (7595 м).
В 1957 году Кирилл Кузьмин был на Памире, где он руководил командой «Буревестника», совершившей восхождение на высочайшую вершину СССР — пик Сталина (впоследствии — пик Коммунизма, а ныне — пик Исмоила Сомони, 7495 м). Путь на вершину был пройден по новому маршруту — через Памирское фирновое плато, которое до того времени было практически не исследовано. Это первопрохождение заняло 1-е место на чемпионате СССР по альпинизму 1957 года в высотном классе. В той же категории 3-е место заняло восхождение команды под руководством Кузьмина на пик Ленинград (6507 м), также совершённое с Памирского фирнового плато.
В 1958 году Кузьмин находился в другом районе Памира, у пика Ленина. Там он руководил совместным сбором советских и китайских альпинистов, проводимым для подготовки к гималайской экспедиции на Джомолунгму (Эверест), которую предполагалось осуществить в 1959 году. Кузьмину помогали тренеры Виталий Абалаков, Евгений Белецкий, Евгений Иванов, Владимир Кизель и Яков Аркин. Во время этого сбора Кузьмин руководил восхождениями на пик 6852 м, который было решено назвать пиком Мао Цзэдуна, а также на пик Ленина (7134 м), на вершину которого 7 сентября 1958 года взошли 38 человек. В марте 1959 года было получено сообщение об отмене участия советских альпинистов в будущей экспедиции на Джомолунгму. Как потом выяснилось, это произошло из-за обострения политической обстановки в Тибете.
30 января 1962 года на пленуме Федерации альпинизма СССР заслуженным мастерам спорта К. К. Кузьмину, Е. А. Белецкому, Л. Н. Филимонову и мастеру спорта А. Ковыркову, принимавшим участие в подготовительных мероприятиях к гималайской экспедиции, были вручены присланные китайским Комитетом физкультуры и спорта золотые медали «За победу над Джомолунгмой», а также памятные фотоальбомы, в которых запечатлены все этапы восхождения китайских альпинистов на высочайшую вершину мира.

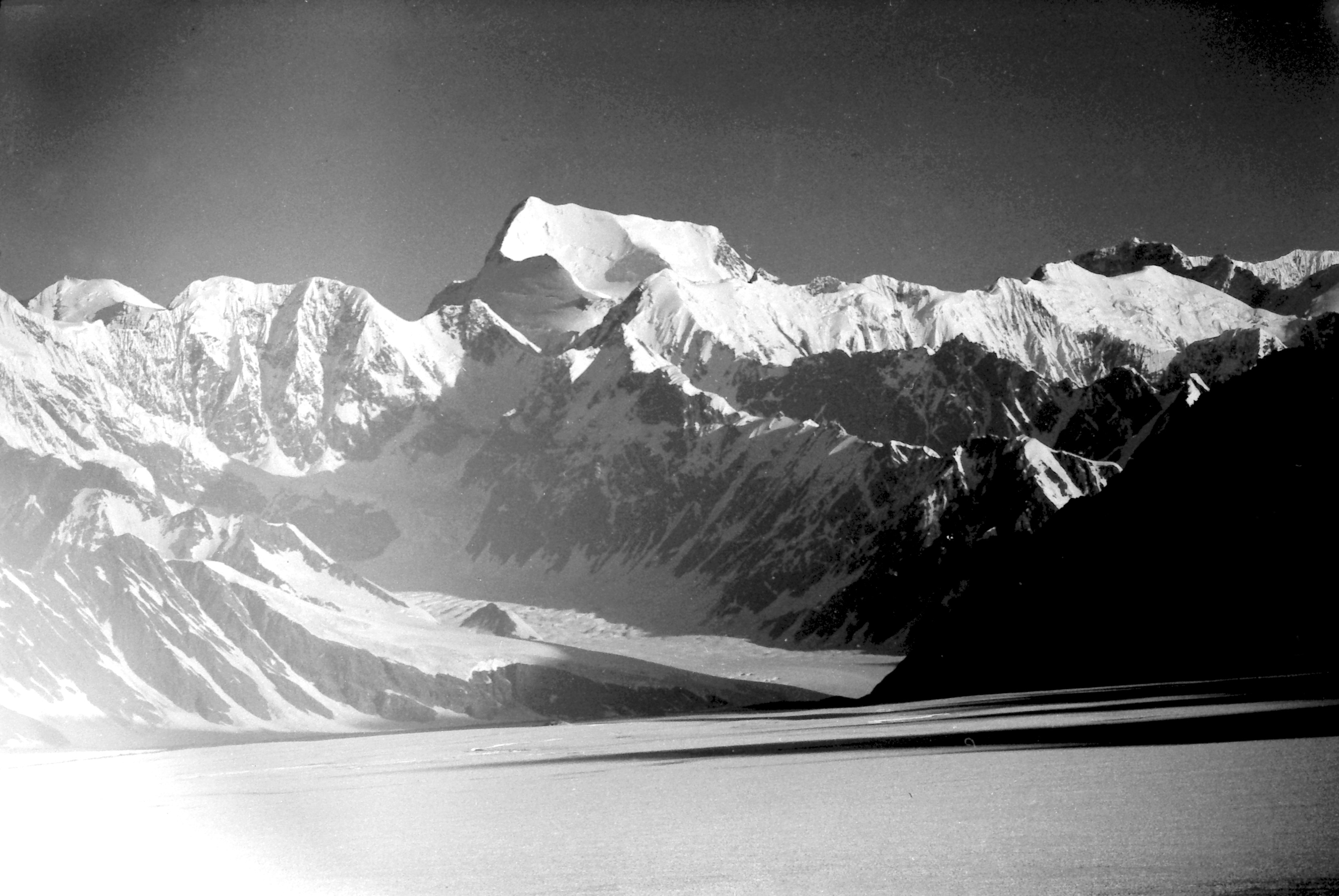
Пик Коммунизма (снимок 1982 года)

В июле — сентябре 1959 года Кирилл Кузьмин был спортивным руководителем экспедиции на Памире, проходившей в районе ледников Гармо и Гандо. Она была организована спортивным обществом «Буревестник» под общим руководством Ивана Антоновича. В рамках этой экспедиции группой в составе 12 альпинистов под руководством Кузьмина был осуществлён траверс вершин хребта Петра I от пика Ленинград до пика Евгения Абалакова. Этот переход занял 2-е место на чемпионате СССР по альпинизму 1959 года в классе траверсов. После этого, в рамках той же экспедиции, Кузьмин руководил восхождением на пик Сталина (впоследствии — пик Коммунизма, 7495 м). Подъём проходил по новому маршруту — по скально-ледовому контрфорсу южной стены с ледника Беляева. По оценке восходителей, средняя крутизна составляла около 60°, а перепад высот был более 2000 м. В состав штурмовой группы из пяти человек, помимо Кузьмина, входили Владимир Данилов, Анатолий Овчинников, Виктор Потапов и Анатолий Севастьянов. Это восхождение заняло 2-е место на чемпионате СССР по альпинизму 1959 года в высотном классе.

#### 1960—1963 годы
В 1960 году Кузьмин был начальником штаба совместной экспедиции Туркестанского военного округа и ВЦСПС на Тянь-Шане, целью которой было восхождение на пик Победы (7439 м), а также снятие тел альпинистов, погибших там в 1959 году. Заместителями начальника штаба были назначены заслуженный мастер спорта СССР Владимир Рацек и Осип Гринфельд. 18 июля 1960 года, при акклиматизационном выходе к высоте 5600 м на северном ребре пика Победы, группа из 33 альпинистов попала в лавину, в результате которой погибло 10 человек, тела которых остальным участникам пришлось спускать вниз. В своём дневнике Кузьмин назвал этот день «самым тяжёлым и самым страшным днём» в его жизни. После этого трагического случая было принято решение завершить экспедицию.

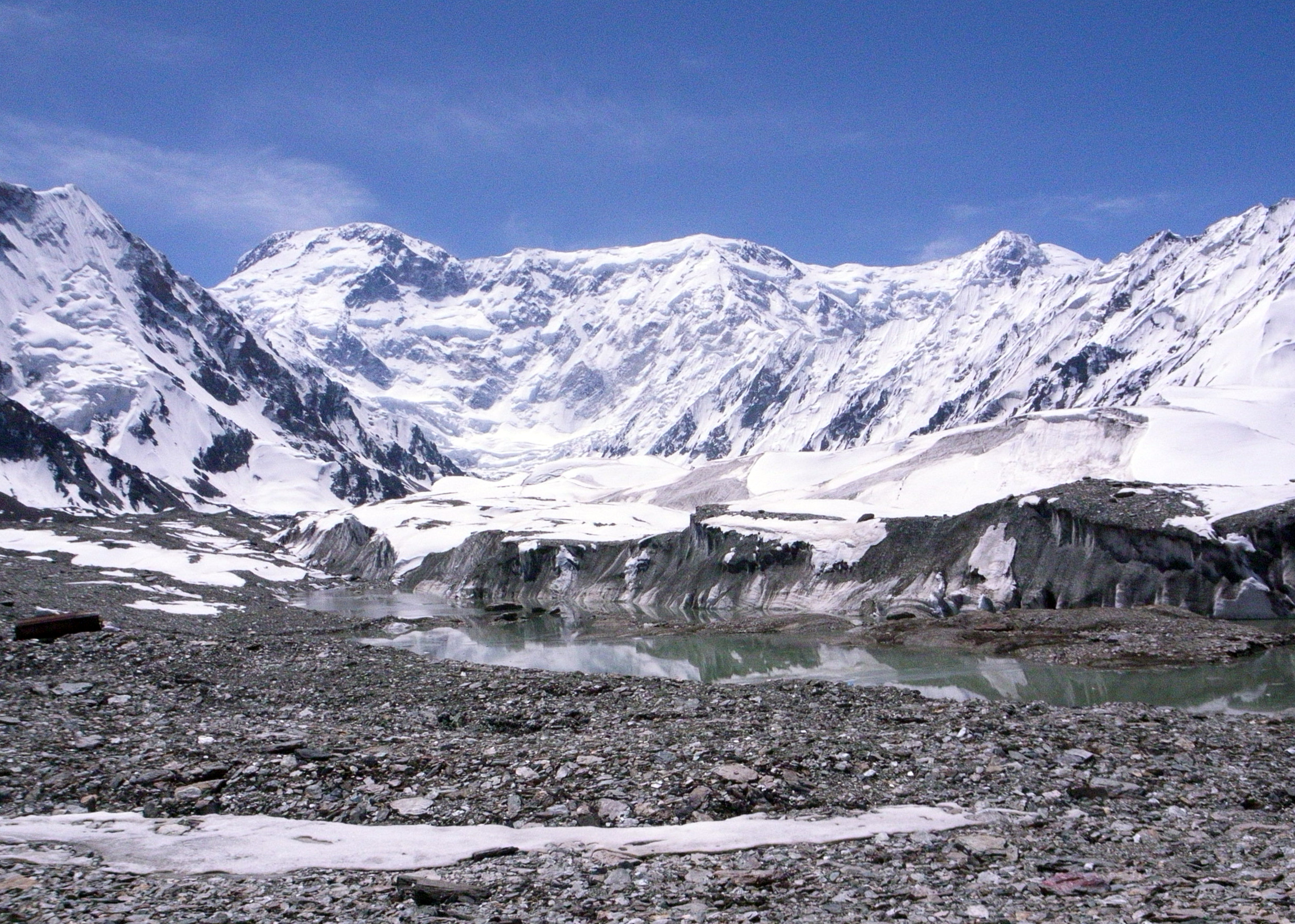
Пик Победы с ледника Южный Иныльчек

В 1961 году Кирилл Кузьмин опять участвовал в экспедиции на пик Победы — на этот раз организованной Грузинским альпинистским клубом. Начальником экспедиции был Отар Гигинейшвили, а спортивным руководителем группы альпинистов — Джумбер Медзмариашвили. Целью экспедиции был траверс массива пика Победы с запада на восток. После акклиматизационного выхода была определена штурмовая группа из шести человек, в которую, помимо Медзмариашвили и Кузьмина, вошли Теймураз Кухианидзе, Илико Габлиани, Миша Хергиани, а также его двоюродный брат, Миша Хергиани-младший. Группа вышла на маршрут 18 августа, а 23 августа поднялась на западное плечо массива пика Победы — вершину 6918 м, которую участники восхождения назвали пиком Важа-Пшавела. На следующий день восходители подошли к взлёту, ведущему на главную вершину, 25 августа поднялись на высоту около 7300 м, а 26 августа вышли на штурм вершины. Перед предвершинным гребнем Хергиани-младший почувствовал себя плохо, и Хергиани-старший в связке с ним пошёл на спуск. Оставшиеся четыре участника штурмовой группы продолжили подъём и в 5 часов вечера достигли вершины пика Победы. Во время спуска начала портиться погода, наступила темнота, и альпинисты были вынуждены провести холодную ночёвку. На следующее утро, после продолжения спуска, скончался Илико Габлиани. Оставшаяся тройка, будучи не в силах транспортировать его тело, продолжила движение вниз. На спуске с пика Важа-Пшавела вместе с верёвкой сорвался Теймураз Кухианидзе. Пытаясь его найти, оставшаяся двойка двигалась по склону, но при траверсе сорвался вниз Джумбер Медзмариашвили. Кузьмин, единственный оставшийся в живых из четырёх достигших вершины восходителей, без страховки спустился на перевал, где его ждали спасатели.
В конце 1950-х годов институту «Гидропроект» была поручена разработка проекта Асуанской плотины на реке Нил в Египте. Одним из руководителей работы по созданию этого проекта был назначен Кирилл Кузьмин — сначала он был заместителем главного инженера проекта, а затем — главным инженером. Международная комиссия признала предложенный советскими специалистами проект «как наиболее прогрессивный и экономичный», по сравнению с проектами, разработанными ранее фирмами из других стран. Работы по строительству плотины начались в 1961 году. К маю 1964 года было закончено сооружение каналов, тоннелей и первой очереди здания ГЭС. Кузьмин был командирован в Египет и участвовал в работах по сооружению плотины. Частично по этой причине, а частично из-за желания отдохнуть после трагедий 1960 и 1961 годов, у него получился двухлетний перерыв в занятиях альпинизмом.
В 1962 году Кирилл Кузьмин принял участие в Международном симпозиуме по проблемам и тактике высотных восхождений и высотной акклиматизации, который проходил в городе Дарджилинг (Индия). Там он выступил с докладом о методике подготовки альпинистов-высотников, который впоследствии был опубликован в трудах симпозиума.

#### 1964—1977 годы
В 1964 году Кузьмин участвовал в экспедиции ДСО «Буревестник», целью которой было восхождение на пик Хан-Тенгри с севера (в то время считалось, что высота вершины — 6995 м; более современная оценка, включающая толщину ледника, — 7010 м). Общее руководство экспедицией осуществлял Евгений Тамм. В штурмовую группу, которую возглавил Кузьмин, входили Николай Алхутов, Валентин Божуков, Олег Куликов и Вячеслав Цирюльников. Группа достигла вершины пика Хан-Тенгри 13 августа. Это восхождение заняло 1-е место на чемпионате СССР по альпинизму 1964 года в высотном классе.

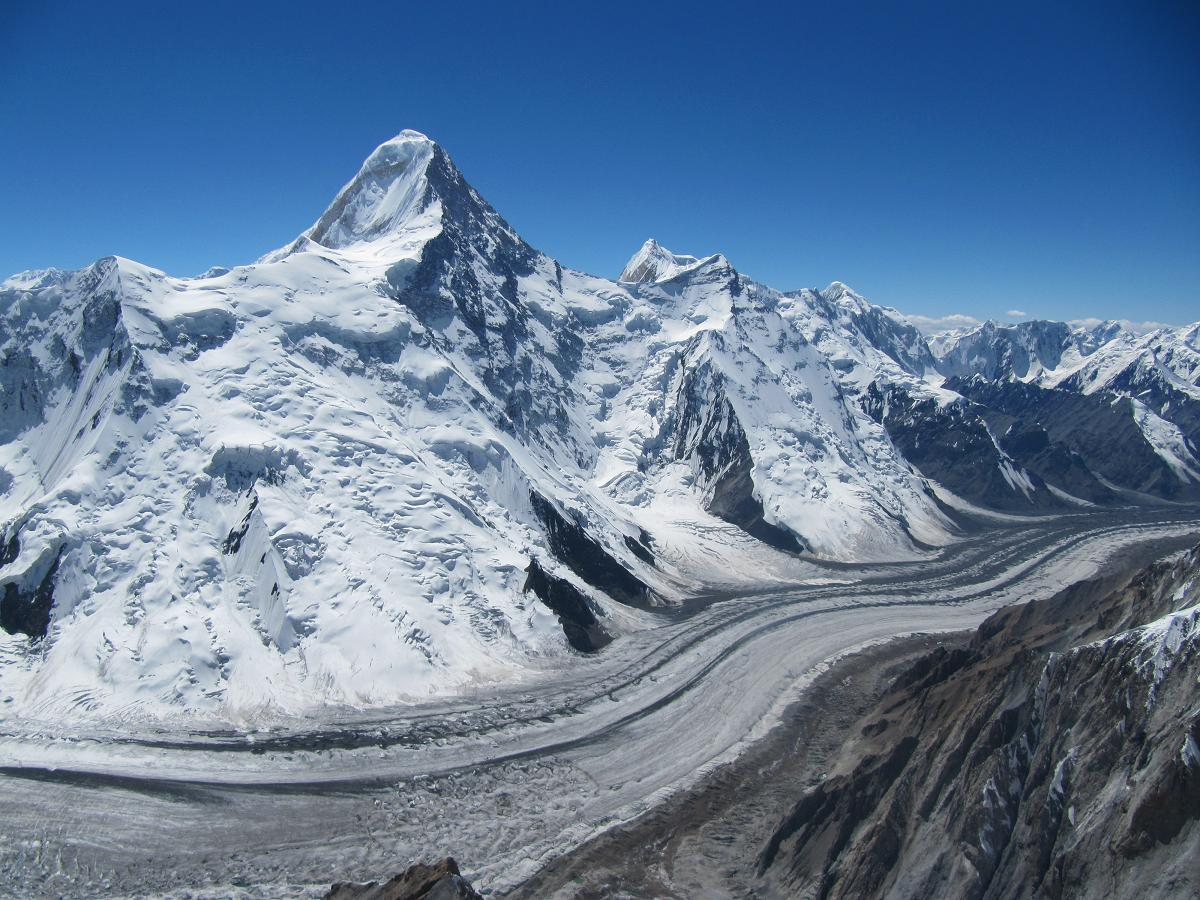
Северная стена пика Хан-Тенгри

В эти годы в «Гидропроекте» Кирилл Кузьмин продолжал работать над проектами различных гидротехнических сооружений и, в частности, выезжать в зарубежные командировки: на ГЭС «Наглу» (Афганистан, 1964 год), ГЭС «Тхак-Ба» (Вьетнам, 1965 год), а также в составе рекогносцировочной группы в Иран для планирования строительства ГЭС «Хадита» (1965—1966 годы).
Единственным не покорённым к тому времени Кузьминым семитысячником на территории СССР оставался пик Корженевской (7105 м), расположенный на Памире, в северной части хребта Академии Наук. Возможность добавить его в свою коллекцию представилась летом 1966 года, когда Кузьмин принимал участие в экспедиции ДСО «Буревестник» в район ледника Фортамбек, целью которой был траверс от пика Корженевской до пика Коммунизма. Общее руководство экспедицией осуществлял заслуженный мастер спорта СССР Анатолий Овчинников, а Кузьмин был председателем тренерского совета. Хотя задуманный траверс осуществить не удалось, ряд участников экспедиции, включая Кузьмина, поднялся на вершину пика Корженевской. Когда в 1967 году постановлением бюро Центрального совета спортивных обществ и организаций СССР было учреждено почётное звание «Покоритель высочайших гор СССР» (также известное как «Снежный барс»), присваиваемое за покорение всех семитысячников СССР, Кирилл Кузьмин получил жетон № 2, а жетон № 1 был вручён Евгению Иванову, выполнившему норматив в 1961 году. В ноябре 1967 года Кузьмину также было присвоено звание мастера спорта СССР международного класса по альпинизму.
С февраля 1968 года по июнь 1977 года Кирилл Кузьмин работал заместителем главного инженера «Гидропроекта», а также был главным инженером проекта Токтогульской ГЭС, для которой под его руководством было предложено новое решение бетонной гравитационной плотины, впоследствии осуществлённое на практике. Кузьмин также отвечал за другие гидротехнические объекты Средней Азии и Казахстана, среди которых были плотина Медео, канал Иртыш — Караганда, Капчагайская ГЭС, Чарвакская ГЭС, Нурекская ГЭС, Рогунская ГЭС и Ак-Балинская ГЭС. Кроме этого, он работал над техническим обоснованием Шульгинской ГЭС. В 1976 году ему было присвоено почётное звание заслуженного энергетика Киргизской ССР.
В 1968 году Кузьмин ещё раз побывал на вершине пика Коммунизма (7495 м), при совершении траверса пик Коммунизма — пик Ворошилова (ныне пик Ахмади Дониша). В 1970 году он был на Тянь-Шане, где руководил восхождением на пик Военных Топографов (6873 м) с перевала Чон-Торен. Одной из целей той экспедиции, общее руководство которой осуществлял Виктор Галкин, был спуск тел альпинистов, погибших при восхождении на пик Победы в 1959 году, — то, что не удалось сделать в 1960 году. В 1975 году Кузьмин был старшим тренером тренировочно-отборочного сбора кандидатов в Гималайскую экспедицию на Джомолунгму (Эверест), проходившего на Памире (начальником сбора был Анатолий Севастьянов). На сбор были приглашены все сильнейшие на тот момент альпинисты-высотники СССР. В рамках этого сбора было совершено восхождение на вершину пика Коммунизма, в котором принял участие и сам Кузьмин.
В 1976—1977 годах Кузьмин был председателем Федерации альпинизма СССР (ранее он занимал тот же пост в 1953—1956 годах). В качестве представителя от Советского Союза он принимал участие в четырёх генеральных ассамблеях Международного союза альпинистских ассоциаций (UIAA), проходивших в Швейцарии (1972), Тбилиси (1973), Барселоне (1976) и Мехико (1977).

#### 1977—1995 годы
В год своего 60-летия Кирилл Кузьмин перешёл на новое место работы — в июне 1977 года он был назначен главным инженером «КрасноярскГЭСстроя». Это было непростым решением, поскольку отъезд из Москвы ограничивал возможности его участия в подготовке намеченной на 1982 год 1-й советской гималайской экспедиции, в которой ему предлагалось место старшего тренера. Тем не менее Кузьмин принял предложение о переезде в Красноярский край, оставшись при этом членом организационного комитета гималайской экспедиции, а также заняв пост почётного председателя Федерации альпинизма СССР. В должности главного инженера «КрасноярскГЭСстроя», которым с 1975 года руководил Станислав Садовский, Кузьмин отвечал за вопросы, связанные со строительством Саяно-Шушенской ГЭС (СШГЭС), генеральным директором которой в том же 1977 году был назначен Валентин Брызгалов. В 1978—1985 годах, при Кузьмине и Брызгалове, были запущены десять гидроагрегатов СШГЭС, первый из которых был введён в строй в декабре 1978 года. Помимо СШГЭС, в сферу деятельности Кузьмина входили вопросы, связанные со строительством Майнской ГЭС и работами по проектированию Катунской ГЭС и Среднеенисейской ГЭС. Кроме этого, он курировал строительство Богучанской ГЭС, Курейской ГЭС и ряда других объектов.
В 1980-х годах работа по строительству новых гидроэлектростанций замедлилась. Озаботившись положением дел в этой отрасли, в 1987 году Кирилл Кузьмин написал 20-страничное письмо, названное «О мерах по строительству гидроэлектростанций в СССР» и адресованное генеральному секретарю ЦК КПСС Михаилу Горбачёву. 3 октября 1987 года Кузьмин лично передал его секретарю ЦК КПСС Георгию Разумовскому. Письмо дошло до адресата, и через несколько дней, 14 октября, Горбачёв написал на нём следующую резолюцию: «тт. Рыжкову Н. И., Долгих В. И., Талызину Н. В.: Вопрос очень важный и крупномасштабный. Доводы и предложения одного из старейших гидроэнергостроителей страны заслуживают глубокого изучения и внимательного рассмотрения с его участием. Следовало бы встретиться и выслушать его аргументы». Пять дней спустя председатель Совета министров СССР Николай Рыжков переслал письмо Кузьмина своему заместителю Борису Щербине с просьбой внимательно рассмотреть его в Совете министров СССР. Тем не менее результат этого обращения остался практически нулевым.
Четырежды — в 1982, 1984, 1987 и 1990 годах — Кузьмин избирался в Совет народных депутатов Хакасской автономной области, где направлениями его работы были промышленность и строительство. В 1983 году он был членом Саяногорского городского комитета КПСС. В 1987 году Кузьмин стал первым обладателем звания «Почётный гражданин города Саяногорска». В том же году ему было присвоено звание почётного энергетика СССР.
Кирилл Кузьмин скоропостижно скончался 17 июня 1995 года, во время похода в окрестностях посёлка Черёмушки в Хакасии, недалеко от Саяно-Шушенской ГЭС. Он был похоронен на Ваганьковском кладбище в Москве.

## Спортивные достижения

### Чемпионаты СССР по альпинизму
Данные приведены в соответствии с информацией из книги П. С. Рототаева.
- 1950 год —  1-е место (технический класс), восхождение на вершину Сонгути по восточной стене, вместе с Владимиром Тихонравовым («Буревестник» и ЦСКА).
- 1951 год —  1-е место (класс траверсов), траверс горных массивов Шхельды и Ушбы, руководитель команды «Буревестника», в которую входили Иван Галустов, Борис Бычков и Г. Руденко.
- 1952 год —  1-е место (высотный класс), восхождение на пик 6138 (пик Шверника), руководитель команды ВЦСПС, в которую входили Евгений Иванов, Рэм Андреев, Борис Дмитриев, Анатолий Ковырков, Леонид Красавин, Владимир Масленников, Г. Рубинштейн, Эргалий Рыспаев, Ростислав Селиджанов, Пётр Скоробогатов, Яков Фоменко, Ниаз Хакимулин и Аркадий Шкрабкин.
- 1953 год —  1-е место (класс траверсов), траверс вершин Ляльвер — Дыхтау, руководитель команды «Буревестника», в которую входили Григорий Бухаров, Иван Галустов, Иван Богачёв, Николай Семёнов и Михаил Шилкин.
- 1954 год — / 2-е/3-е места (высотный класс), восхождение на пик Энгельса по юго-восточной стене, в команде Грузинского альпинистского клуба под руководством Максима Гварлиани, в которую также входили Григорий Гульбани и Александр Немсицверидзе.
- 1955 год —  3-е место (класс траверсов), траверс вершин пик Октябрьский — пик Ленина, руководитель группы ВЦСПС, в которую входили Евгений Иванов, Алексей Угаров, Александр Гожев, Борис Дмитриев, Анатолий Ковырков и Пётр Скоробогатов.
- 1957 год —  1-е место (высотный класс), восхождение на пик Коммунизма через Памирское фирновое плато, руководитель команды «Буревестника», в которую входили Иван Богачёв, Владимир Буянов, Владимир Винокуров, Иван Галустов, Владимир Данилов, Лев Лебедев, Виктор Потапов, Николай Шалаев и Михаил Шилкин.
- 1957 год —  3-е место (высотный класс), восхождение на пик Ленинград через Памирское фирновое плато, руководитель команды «Буревестника», в которую входили Евгений Иванов, Валериан Бакешин, Николай Белавин, Владимир Старицкий, Дмитрий Иванов, Иван Галустов, Юрий Антипов, Владимир Буянов, Борис Бычков, Добза Гагаев, Лев Лебедев, Роман Строганов и Николай Шалаев.
- 1959 год —  2-е место (класс траверсов), траверс вершин пик Ленинград — пик Евгения Абалакова, руководитель команды «Буревестника», в которую входили Евгений Иванов, Борис Бычков, Анатолий Ковырков, Виктор Потапов, Анатолий Севастьянов, Николай Шалаев, Николай Алхутов, Владимир Данилов, Варис Рахимов, Виктор Сибиряков и Владимир Шистко.
- 1959 год —  2-е место (высотный класс), восхождение на пик Коммунизма по контрфорсу с ледника Беляева, руководитель команды «Буревестника», в которую входили Владимир Данилов, Анатолий Овчинников, Виктор Потапов и Анатолий Севастьянов.
- 1964 год —  1-е место (высотный класс), восхождение на пик Хан-Тенгри с севера, руководитель команды «Буревестника», в которую входили Николай Алхутов, Валентин Божуков, Олег Куликов и Вячеслав Цирюльников.

### Восхождения на семитысячники
- 1955 год — пик Ленина (7134 м), руководитель группы ВЦСПС в составе семи человек, совершавшей траверс вершин пик Октябрьский — пик Ленина, 3-е место на чемпионате СССР по альпинизму в классе траверсов[4].
- 1956 год — Музтаг-Ата (7546 м, Китай), один из руководителей (вместе с Евгением Белецким) группы из 19 советских и 12 китайских альпинистов[34].
- 1956 год — Конгортюбе[нем.] (7595 м, Китай), руководитель группы из шести советских и двух китайских альпинистов[37].
- 1957 год — пик Сталина (впоследствии пик Коммунизма, ныне пик Исмоила Сомони, 7495 м), руководитель команды «Буревестника» в составе 10 человек, 1-е место на чемпионате СССР по альпинизму в высотном классе[4].
- 1958 год — пик Ленина (7134 м), руководитель группы советских и китайских альпинистов в составе 38 человек[40].
- 1959 год — пик Сталина (впоследствии пик Коммунизма, ныне пик Исмоила Сомони, 7495 м), руководитель команды «Буревестника» в составе 5 человек, 2-е место на чемпионате СССР по альпинизму в высотном классе[4].
- 1961 год — пик Победы (7439 м), в составе команды Грузинского альпинистского клуба — из четырёх восходителей, достигших вершины, в живых остался только Кирилл Кузьмин (Джумбер Медзмариашвили, Теймураз Кухианидзе и Илико Габлиани погибли на спуске)[47].
- 1964 год — Хан-Тенгри (6995 м; оценка, включая толщину ледника, — 7010 м), руководитель команды «Буревестника» в составе 5 человек, 1-е место на чемпионате СССР по альпинизму в высотном классе[4].
- 1966 год — пик Корженевской (7105 м), в составе команды «Буревестника»[54].
- 1968 год — пик Коммунизма (ныне пик Исмоила Сомони, 7495 м), при совершении траверса пик Коммунизма — пик Ворошилова (ныне пик Ахмади Дониша)[57].
- 1975 год — пик Коммунизма (ныне пик Исмоила Сомони, 7495 м), в рамках тренировочно-отборочного сбора кандидатов в Гималайскую экспедицию[59].

## Награды
Данные приведены в соответствии с информацией из книги «К. К. Кузьмин — гидроэнергетик-альпинист».
- Медаль «За боевые заслуги» (1943)[K 1]
- Орден Красной Звезды (1945)[K 2]
- Медаль «За победу над Германией в Великой Отечественной войне 1941—1945 гг.» (1945)
- Орден Трудового Красного Знамени (1957) (27.04.1957) — «за успехи, достигнутые в деле развития массового физкультурного движения в стране, повышения мастерства советских спортсменов, и успешное выступление на международных соревнованиях»[66]
- Медаль «За трудовую доблесть» (1958)
- Орден «Знак Почёта» (1964)
- Медаль «За освоение целинных земель» (1970)
- Медаль «За доблестный труд в ознаменование 100-летия со дня рождения В. И. Ленина» (1970)
- Орден Трудового Красного Знамени (1971)
- Орден Октябрьской Революции (1981)
- Орден Отечественной войны 2-й степени (1985)[67]
- Ряд юбилейных медалей: в честь 50- и 60-летия Вооружённых сил СССР, 20-, 30-, 40- и 50-летия Победы в Великой Отечественной войне и другие.

## Память
- В музее Саяно-Шушенской ГЭС есть уголок, посвящённый главному инженеру «КрасноярскГЭСстроя» Кириллу Кузьмину[68].
- В 1997 году в честь 80-летия со дня рождения Кирилла Кузьмина альпинисты установили памятную доску на вершине пика Николаева на Центральном Кавказе — первой вершине, которую он покорил в 1937 году[68]. Надпись на памятной табличке гласит: «На вершину „Пик Николаева“ в 1937 г. совершил свое первое восхождение Кирилл Кузьмин, будущий выдающийся альпинист, заслуженный мастер спорта, известный гидростроитель. Доска установлена в августе 1997 г. в честь 60-летия восхождения и 80-летия со дня рождения К. К. Кузьмина»[69].
- В 2004 году в честь восхождения российских альпинистов на Джомолунгму (Эверест) практически по тому же пути, что планировали в 1959 году Кузьмин и его товарищи, Федерация альпинизма России учредила памятную медаль. На лицевой стороне медали находится портрет Кузьмина и надпись «Памяти великого русского альпиниста Кирилла Константиновича Кузьмина», а на обратной стороне написано: «За прохождение северной стены Эвереста (8848 м), 2004 г.» Этой медалью были награждены все участники восхождения 2004 года[70].
- В 2012 году к 95-летию Кирилла Кузьмина была выпущена книга «К. К. Кузьмин — гидроэнергетик-альпинист» (М., издательство Игоря Балабанова, 504 с.), в которую вошли воспоминания его друзей и коллег, различные связанные с ним публикации, а также его собственные дневники[71].
- В 2017 году к 100-летию Кирилла Кузьмина в посёлке Черёмушки в память о нём была установлена мемориальная доска[72].

### Статьи по альпинизму
- К. К. Кузьмин. Экспедиция „Молнии“ в Гвандру // Побеждённые вершины 1950. — М.: ГИГЛ, 1950.
- К. К. Кузьмин, В. А. Тихонравов. На Сонгути по восточной стене // Побеждённые вершины 1951. — М.: ГИГЛ, 1952. — С. 169.
- К. К. Кузьмин, И. Д. Богачёв. 24 дня на пятитысячниках Кавказа // Побеждённые вершины 1953. — М.: ГИГЛ, 1954. — С. 107.
- К. К. Кузьмин. Особенности тактики высотных восхождений // Спутник альпиниста. — М.: Физкультура и спорт, 1957. — С. 253.
- Е. А. Белецкий, К. К. Кузьмин. В горах Кашгара // Побеждённые вершины 1954—1957. — М.: ГИГЛ, 1959. — С. 58.
- К. К. Кузьмин. В сердце Памира // Побеждённые вершины 1958—1961. — М.: ГИГЛ, 1963. — С. 20—43.
- К. К. Кузьмин. На Джомолунгму с севера // Побеждённые вершины 1958—1961. — М.: ГИГЛ, 1963.
- К. К. Кузьмин, В. А. Иванов, В. М. Цетлин. На пик Евгении Корженевской в 1966 году // Побеждённые вершины 1965—1967. — М.: Мысль, 1970. — С. 34—50.
- К. К. Кузьмин, А. Г. Овчинников. Пик Коммунизма // Побеждённые вершины 1968—1969. — М.: Мысль, 1972. — С. 5—22.
- К. К. Кузьмин. Самый северный семитысячник // Побеждённые вершины 1970—1971. — М.: Мысль, 1972. — С. 42—79.

### Статьи по гидроэнергетике
- К. К. Кузьмин. Высотная Асуанская плотина // Гидротехническое строительство. — 1959. — № 3. — С. 1—14.
- К. К. Кузьмин. Гидротехнический комплекс на р. Нарын // Гидротехническое строительство. — 1971. — № 12. — С. 1—4.
- К. К. Кузьмин. Некоторые вопросы напряжённого состояния и надёжности плотины Саяно-Шушенской ГЭС // Гидротехническое строительство. — 1998. — № 9. — С. 7—11.

## Комментарии
1. 1 2  Из приказа о награждении К. К. Кузьмина медалью «За боевые заслуги»: «…за то, что он в боях под д[еревней] Алексейково под сильным огнём противника сумел проложить связь к орудиям обеспечив меткий огонь нашим подразделениям»[19].
2. 1 2  Из приказа о награждении К. К. Кузьмина орденом «Красная Звезда»: «Тов. Кузьмин в боях с немецкими захватчиками проявил мужество, смелость и организаторские способности. Работая командиром взвода управления умело организовывал разведку и наблюдение за действием противника. По его указанию огнём батареи подавлялись и уничтожались огневые точки противника, что давало возможность успешно продвигаться вперёд. В бою смел, мужественный, умело руководил взводом управления, выполняя боевые задачи»[21].
3. ↑  Кроме Кузьмина, в группу входили Евгений Иванов, Рэм Андреев, Борис Дмитриев, Анатолий Ковырков, Леонид Красавин, Владимир Масленников, Г. Рубинштейн, Эргалий Рыспаев, Ростислав Селиджанов, Пётр Скоробогатов, Яков Фоменко, Ниаз Хакимулин и Аркадий Шкрабкин[4].
4. ↑  В группу Кирилла Кузьмина входили Алексей Угаров, Евгений Иванов, Александр Гожев, Борис Дмитриев, Анатолий Ковырков и Пётр Скоробогатов. В группе Евгения Белецкого были Анатолий Иванов, Рэм Андреев, Д. Клышко, Михаил Шилкин, Аркадий Шкрабкин и Борис Шляпцев, а также китайские альпинисты Чжоу Чжен, Сюй Дин, Ши Сю и Ян Деюань[32].
5. ↑  Кроме Кирилла Кузьмина и Евгения Белецкого, на Музтаг-Ату взошли Евгений Иванов, Варис Рахимов, Александр Гожев, Александр Сидоренко, Анатолий Ковырков, Пётр Скоробогатов, Виктор Потапов, Исаак Грек, Анатолий Севастьянов, Р. Г. Потапчук, Иван Богачёв, Валентин Ковалёв, Павел Шумихин, Борис Рукодельников, Юрий Черносливин, Геннадий Сеначёв, В. Д. Дмитриев, а также китайские альпинисты Ши Джен-чунь, Ху Бэмин, Чен Жунчан, Пэн Шули, Сюй Дин, Лю Дай, Чен Дэто, Лю Ляньман, Пэн Джуму, Ши Сю, Го Дэчунь и Вун Кинчжен[34].
6. ↑  На Конгортюбе (Конгуртюбе-таг) взошли Кирилл Кузьмин, Виктор Сибиряков, Варис Рахимов, Виктор Потапов, Евгений Иванов, Борис Рукодельников, а также китайские альпинисты Чен Жун-чан и Пэн Джу-му.